# La Encina
La Encina är en ort i Spanien.   Den ligger i provinsen Provincia de Salamanca och regionen Kastilien och Leon, i den centrala delen av landet, 240 km väster om huvudstaden Madrid. La Encina ligger 798 meter över havet och antalet invånare är 151.
Terrängen runt La Encina är lite kuperad. Runt La Encina är det mycket glesbefolkat, med 4 invånare per kvadratkilometer. Närmaste större samhälle är Ciudad Rodrigo, 11,2 km norr om La Encina. Omgivningarna runt La Encina är huvudsakligen savann.